# Emma Balmer
Emma Balmer-Aemmer (* 21. August 1884 in Matten bei Interlaken; heimatberechtigt in Wilderswil; † 18. Oktober 1964 in Utzenstorf) war eine Schweizer Mundartschriftstellerin.

## Leben und Wirken
Emma Balmer war die Tochter des Landwirts und Mechanikers Johann Aemmer. Von 1900 bis 1903 absolvierte sie das Lehrerinnenseminar Monbijou in Bern. Im Jahr 1910 heiratete sie dem Lehrer Adolf Balmer. Sie war von 1903 bis zu ihrer Heirat Lehrerin in Mistelberg bei Wynigen sowie von 1913 bis 1939 Lehrerin in Utzenstorf. Im Jahr 1907 besuchte sie für mehrere Monate Italien.
Balmer verfasste «unzählige» Gelegenheitsgedichte. Ihre berndeutschen Kindergeschichten wurden während der 1950er Jahre von Radio Bern gesendet. Zudem schrieb Balmer drei Theaterstücke in Mundart.

## Theaterstücke
- Bänz u Bethli. Berndeutsches Stück in drei Aufzügen. Volksverlag, Elgg 1947.
- D’Frou Summer suecht es Meitschi. Berndeutsches Stücklein in einem Aufzug. Volksverlag, Elgg [1948].
- Urs und Agathe. Ein berndeutsches Spiel in fünf Bildern frei nach Rudolf von Tavels Erzählung «Urs Fankhusers Abenteuer». Volksverlag, Elgg 1960.

## Belege
1. 1 2  Karin Marti-Weissenbach: Emma Balmer. In: Historisches Lexikon der Schweiz.  5. Februar 1999, abgerufen am 8. Februar 2025.

| Personendaten    | Personendaten                                             |
| ---------------- | --------------------------------------------------------- |
| NAME             | Balmer, Emma                                              |
| ALTERNATIVNAMEN  | Balmer-Aemmer, Emma (Ehename); Aemmer, Emma (Geburtsname) |
| KURZBESCHREIBUNG | Schweizer Mundartschriftstellerin                         |
| GEBURTSDATUM     | 21. August 1884                                           |
| GEBURTSORT       | Matten bei Interlaken, Schweiz                            |
| STERBEDATUM      | 18. Oktober 1964                                          |
| STERBEORT        | Utzenstorf, Schweiz                                       |